# 春日井原
春日井原（かすがいはら）は現在の愛知県春日井市に存在した荒野である。

## 概要
春日井原は現在の春日井市の西半分の事を指しており、江戸時代初期まで人家がほとんどなく、一帯にヒバリが生息していたという。よく尾張藩初代藩主徳川義直が鷹狩りに来ており、その際の休息場を設けるため現在の春日井市朝宮町に朝宮御殿を建てた。